# Adorno (música)

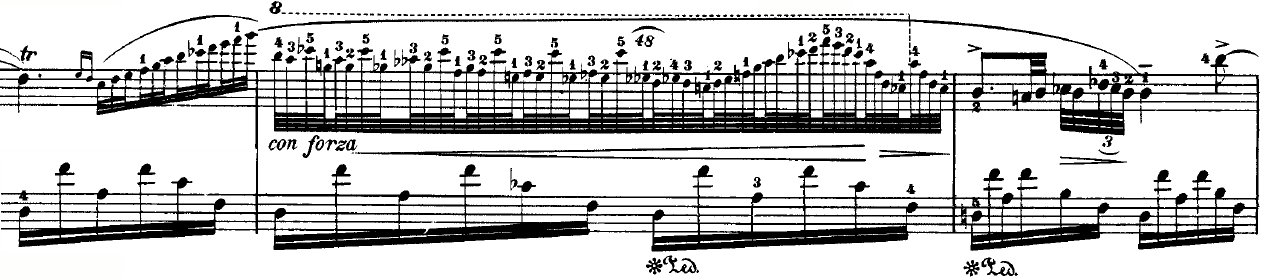
Un ejemplo extremo de ornamentación con fiorituras en el Nocturno en re bemol mayor de Chopin.

Los adornos u ornamentos musicales son florituras que no son necesarias para llevar la línea general de la melodía (o armonía), pero que sirven para decorar esa línea. Se trata de recursos que pueden ser utilizados en las composiciones con el objeto de imprimirles a estas expresión, ornamento, variedad, gracia o vivacidad. Muchos adornos se interpretan como «notas rápidas» en torno a una nota principal. El nivel de ornamentación en una pieza de música puede variar desde bastante recargada, lo cual era frecuente en el Barroco, hasta relativamente escasa o casi inexistente.
La improvisación de la ornamentación sobre una línea melódica dada fue una práctica común en la música clásica occidental durante el Renacimiento y el Barroco temprano. La ornamentación improvisada sigue formando parte consustancial de la música tradicional en muchas culturas que han conservado su interpretación original. 
Por otra parte, la ornamentación también puede ser determinada con precisión por el compositor. Para ello existen una serie de adornos estándar que se indican en notación musical mediante los correspondientes símbolos estándar; mientras que otros adornos pueden ser añadidos al pentagrama en forma de pequeñas notas o simplemente escritos en notación de tamaño convencional. Con frecuencia, un compositor tiene su propio vocabulario de adornos, que suele aparecer explicado en un prefacio a modo de código.
Los ornamentos pueden indicarse mediante notas de adorno, que son notas escritas en tamaño más pequeño, con o sin una barra a través de ella y se colocan antes o después de la nota a la cual afectan. Su valor no cuenta como parte del valor del tiempo total del compás. Estas notas no tienen duración por sí mismas, sino que la toman de la nota que le precede o le sigue. Alternativamente, el término puede referirse más generalmente a cualquiera de las notas pequeñas que se usan para marcar algún otro ornamento (véase apoyatura), o en asociación con la indicación algún otro adorno (véase trino), independientemente de la medida empleada en la ejecución.

## Ornamentación en la música clásica occidental

### Historia
En sentido amplio los adornos en la música existen desde la época greco-romana. Su uso se encuentra también en el canto gregoriano y la música sacra de los siglos XI y XII, así como en la música asiática.

#### Renacimiento y Barroco temprano
En un primer momento la incorporación de adornos se confiaba al intérprete, que se servía de signos y fórmulas convencionales. Desde el tratado de Silvestro Ganassi de 1535 contamos con instrucciones y ejemplos sobre cómo los músicos de Renacimiento y Barroco temprano adornaban su música con ornamentos improvisados. Un cantante, al interpretar un aria da capo, por ejemplo cantaba la melodía relativamente sin adornos la primera vez, mientras que la segunda vez introducía adornos adicionales. 
Una función esencial de la ornamentación temprana y barroca en la música para tecla era sostener las notas en instrumentos como el clavecín, el clavicordio o el virginal, que no podían mantener una nota larga de la misma forma que un órgano de tubos.
En España las melodías ornamentadas en la repetición fueron denominadas «diferencias» («divisiones» en Inglaterra). Se remontan a 1538, cuando Luis de Narváez publicó su primera colección de este tipo de música para vihuela. Hasta la última década del siglo XVI se hace hincapié en las divisiones, que constituyen una forma de decorar una simple cadencia o intervalo mediante una serie de notas más cortas que se añaden. También eran conocidas como disminuciones, passaggi en italiano, gorgia (‘garganta’, término utilizado por primera vez en 1555 por Nicola Vicentino para referirse a la ornamentación vocal), o glosas (de Ortiz, en español y en italiano). Este tipo de ornamentos comienzan como simples notas de paso, progresando hasta adiciones graduales y en los casos más complicados a pasajes rápidos de notas de igual valor - floreciendo el virtuosismo. Existen normas para el diseño de estos adornos, para asegurar que la estructura original de la música permaneciese intacta. Hacia el final de este periodo las divisiones que se detallan en los tratados contienen más ritmos con puntillo y otros ritmos irregulares así como saltos de más de un tono.
Los tratados, a partir de Archilei (1589), aportan un nuevo sistema de recursos expresivos llamados gracias junto con las divisiones. Estas tienen un interés mucho más rítmico y están llenas de afecto ya que los compositores centraron su atención en la representación de texto. Se inicia con trino y cascate, y para cuando llegamos a Francesco Rognoni (1620) también se nos habla sobre adornos de moda como portar la voce, accento, tremolo, gruppo, esclamatione e intonatio.
Los principales tratados sobre ornamentación musical de esta época son:
- Silvestro Ganassi dal Fontego Opera intitulata Fontegara …, Venecia, 1535
- Adrian Petit Coclico Compendium musices, Núremberg, 1552
- Diego Ortiz Tratado de glosas sobre cláusulas…, Roma, 1553
- Juan Bermudo El libro llamado declaración de instrumentos musicales, Ossuna, 1555
- Hermann Finck Pratica musica, Wittenberg, 1556
- Tomás de Sancta Maria Libro llamado arte de tañer fantasia, 1565
- Girolamo Dalla Casa Il vero modo diminuir..., Venecia, 1584
- Giovanni Bassano Ricercate, passaggi et cadentie…, Venecia, 1585
- Giovanni Bassano Motetti, madrigali et canzoni francesi… diminuiti, Venecia, 1591
- Riccardo Rognoni Passaggi per potersi essercitare nel diminuire, Venecia, 1592
- Lodovico Zacconi Prattica di musica, Venecia, 1592
- Giovanni Luca Conforto Breve et facile maniera… a far passaggi, Roma 1593
- Girolamo Diruta Il transylvano, 1593
- Giovanni Battista Bovicelli Regole, passaggi di musica, madrigali e motetti passaggiati, Venecia, 1594
- Aurelio Virgiliano Il Dolcimelo, MS, c.1600
- Giulio Caccini Le nuove musiche, 1602
- Giovanni Girolamo Kapsberger, Libro primo di mottetti passeggiati à una voce, Roma, 1612
- Francesco Rognoni Selva de varii passaggi..., 1620
- Giovanni Girolamo Kapsberger, Libro secondo d'arie à una e piu voci, Roma, 1623
- Giovanni Battista Spadi da Faenza Libro de passaggi ascendenti e descendenti, Venecia, 1624

#### Barroco
El posterior abuso de los ornamentos llegó a tal extremo que los compositores se vieron obligados a precisar qué era lo que querían que se interpretase y cómo. Entre 1650 y 1750, en la época barroca, se elaboraron diversos tratados y tablas explicativas en las que cada autor definía sus signos (homologados o no) junto con su correcta interpretación. Así pues, los adornos pasaron de ser algo arbitrario y a decisión del intérprete, a ser algo normalizado.
A medida que avanza el Barroco los adornos van adquiriendo un sentido diferente. La mayoría de los adornos tienen lugar en el pulso y hacen uso de intervalos diatónicos de manera más exclusiva que los ornamentos de períodos posteriores. Aunque cualquier tabla de ornamentos ha de proporcionar una presentación rigurosa, debe tenerse en cuenta la duración de la nota y el tempo, ya que en tempos rápidos sería difícil o imposible tocar todas las notas que se requieren generalmente. Una ejecución de algunos ornamentos barrocos comunes se establece en la siguiente tabla del Pequeño libro de Wilhelm Friedemann Bach escrito por Johann Sebastian Bach.

Reproducirⓘ
El término agrément se utiliza específicamente para indicar el estilo francés de ornamentación barroca.

#### Clasicismo
Hacia mediados del siglo XVIII la práctica ornamental se aborda en profundidad en diversos tratados.
- Para instrumentos de tecla: Versuch über die wahre Art das Clavier zu spielen (Ensayo sobre el verdadero arte de tocar los instrumentos de tecla) (1753) de Carl Philipp Emanuel Bach.
- Para violín:
  - El arte de tocar el violín (1751), de Francesco Geminiani.
  - Versuch einer grundlichen Violinschule (1756) de Leopold Mozart.
  - Regole per arrivare a saper ben suonare il violino (Reglas para llegar a saber tocar bien el violín) de Giuseppe Tartini.
- Para flauta: Versuch einer Anweisung die Flöte traversiere zu spielen (1752) de Johann Joachim Quantz.

#### Romanticismo
Durante el siglo XIX la ornamentación en la música fue cada vez más esporádica, como las apoyaturas que eran parte del ornamento vuelven a ser notas ordinarias incluidas de la melodía y la extensión de compás, pero no desaparece por completo. El uso del adorno como técnica de variación de la melodía, ampliamente presente en el Clasicismo, fue desapareciendo gradualmente debido a una nueva visión de las relaciones entre compositor, intérprete y pieza musical. Por otra parte, otras razones estéticas y acústicas relacionadas con el tamaño creciente de las salas de conciertos y teatros de ópera determinaban la escala de todos los instrumentos musicales y la técnica vocal hacia un mayor rango dinámico en detrimento de la agilidad y claridad de la articulación necesaria para ejecutar múltiples adornos.
Debido a esta disminución en la técnica ornamental, su práctica tuvo un éxito desigual entre los grandes compositores del siglo XIX. Por un lado, autores como Paganini, Beethoven y Liszt continuaron utilizándolos, mientras que otros como Robert Schumann y Felix Mendelssohn se limitaban a su uso en casos esporádicos.
Mención aparte merece el compositor polaco Chopin, que hizo un amplio uso aunque estrictamente "personal" de la ornamentación. En su escritura melódica los adornos adquirieron un sentido que no se había dado hasta entonces. Sus valses, mazurcas, polonesas y obras como los nocturnos constituyen muestras del copioso empleo de ornamentos desde una perspectiva completamente romántica.

#### SigloXX
Desde comienzos del siglo XX los adornos tradicionales fueron desapareciendo poco a poco de la escritura musical. Si bien, existen unas pocas excepciones como algunas sonatas para piano de Stravinsky, que trató de incluir ornamentación al adoptar el estilo neoclásico. En este período los adornos musicales comenzaron a ser objeto de estudio histórico por parte de la musicología.

### Tipos

#### Trino

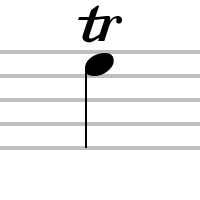
Trino.

El trino es un adorno musical que consiste en una rápida alternancia entre dos notas adyacentes, por lo general a un semitono o un tono de distancia, que puede ser identificado por el contexto del trino. Este ornamento se representa en las partituras y partichelas mediante las letras tr, o bien solo con una t, situadas por encima de la nota. En ocasiones tales letras tr han ido seguidas de una línea ondulada e incluso se ha llegado a representar directamente mediante la línea ondulada sin las letras, sobre todo en la música del Barroco y de principios del Clasicismo. A lo largo de la historia han surgido diversos tipos de trinos:
- Trino directo: es aquel que comienza y finaliza con la nota principal, salvo cuando la nota siguiente sea de igual nombre y sonido. Este es el tipo más habitual actualmente.
- Trino invertido: es aquel que empieza con la nota auxiliar superior y termina con la nota principal. Era el más común en el Barroco y principios del Clasicismo.[7]
- Trino con preparación: es aquel que va precedido por un grupo de notas entre las que hay alguna que no es la nota principal ni la auxiliar y finaliza con la nota principal. Al interpretarlo, tales notas deben incluirse dentro de la medida del trino. La preparación ascendente o descendente da lugar a los siguientes subtipos:
  - Trino ascendente: si la preparación consiste en dos notas que ascienden por grados conjuntos hasta la nota principal.
  - Trino descendente: si la preparación consiste en dos notas que descienden por grados conjuntos hasta la nota principal.[9]
- Trino con resolución: es aquel que acaba con un grupo de notas entre las que hay alguna que no es la nota principal ni la auxiliar. Al igual que en el caso anterior, dichas notas se incluyen dentro del número de fusas necesarias para su ejecución. En el Barroco existía un único tipo de resolución consistente en que la última alternancia no fuese entre la nota principal y la superior sino entre la principal y la inferior. De esta manera, el final del trino se asemeja a otro tipo de ornamento musical denominado grupeto.

#### Mordente
El mordente (del latín mordere ‘morder’) es un adorno melódico que por lo general indica que la nota principal o real (la nota escrita) debe ser tocada con una única alternancia rápida de dicha nota con la inmediatamente superior o inferior por grados conjuntos. Esta alternancia puede estar formada por tres, cuatro o cinco notas. En cualquier caso las notas del mordente se deben interpretar exclusivamente en el tiempo que antes ocupaba la nota principal.
Las dos clases principales de mordente son:
- Mordente superior: implica una sola alternancia rápida entre la nota principal y la superior. Se representa en notación musical mediante una línea ondulada como la que se utiliza en para indicar el trino, pero en esta ocasión más corta que se coloca encima de la nota.
- Mordente inferior o invertido: supone una única alternancia rápida entre la nota principal y la inferior. Se indica con el mismo garabato atravesado por una línea vertical.

La velocidad exacta con la que el mordente debe ser interpretado, igual que en el caso del trino, varía dependiendo del tempo de la pieza. El significado preciso y la ejecución del mordente no es fija, ya que depende tanto de la época como del compositor. Por tanto, ha sufrido diversas modificaciones a lo largo de la historia de la música. Durante los siglos XVII y XVIII varía notablemente la ejecución en cuanto al ritmo, la nota inicial, la duración así como la articulación de la música. La mayoría de los compositores proporcionan en el prólogo de sus obras, una tabla de ejecución de los ornamentos.

#### Grupeto

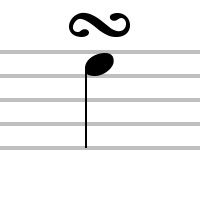
Grupeto.

El grupeto (del italiano gruppetto, "pequeño grupo") es un ornamento melódico que consiste en una rápida sucesión de un grupo de tres o cuatro notas que por grados conjuntos rodean a la nota escrita, que se considera la nota principal.
Los grupetos se pueden diferenciar según el posicionamiento de las notas que los componen y según su posición respecto a la nota a ejecutar.
- Grupeto descendente: en el que se toca la nota principal, la nota auxiliar superior, otra vez la principal, la auxiliar inferior y de nuevo la principal.
- Grupeto ascendente o invertido: consistente en hacer el giro en el sentido inverso, como en la preparación de un trino ascendente. En ese caso, la secuencia de notas pasa a ser la nota principal, la auxiliar inferior, la principal, la auxiliar superior y la principal de nuevo. La forma más habitual de anotarlo es con el mismo signo que el grupeto normal, pero atravesado por una raya vertical y otras veces se usa el mismo signo girado. También hay otros que comienzan en la nota principal y descienden una tercera por debajo.

- Grupeto anterior o al paso: cuando el signo se coloca encima de la nota a ejecutar, el grupeto se compone de tres notas cuyo valor se toma del comienzo de la nota escrita. Es decir, consiste en el paso de la nota auxiliar superior a la inferior pasando por la nota principal para finalizar de nuevo en la nota principal. Se trata de un ornamento cercano al mordente y a la apoyatura. Un ejemplo de este tipo de grupeto aparece en el adagio de la Sonata para piano op. 2 n.º 1 de Beethoven.
- Grupeto posterior o ritardatto: cuando el signo se coloca desplazado hacia adelante respecto a la nota a ejecutar, es decir, entre dos notas. Su valor se toma del final de la nota precedente al grupeto. Es decir, el adorno se sitúa antes de la entrada de la segunda nota, pero debe interpretarse de tal manera que no resulte precipitado ni apresurado. También es llamado largo, aunque sigue siendo una rápida sucesión de notas. Algunos ejemplos se pueden ver en el Minueto del Op. 10 n.º 1 así como en la Romanza para violín n.º 2 de Beethoven.

#### Apoyatura

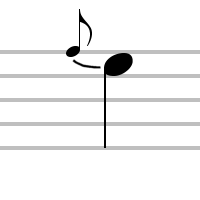
Apoyatura.

La apoyatura, (del italiano appoggiare ‘apoyar’), también es conocida como apoyatura larga en contraposición a la apoyatura breve que es la acciaccatura. Se trata de una nota que no pertenece a la melodía o al acorde. Normalmente da lugar a una disonancia con respecto a la armonía predominante que inmediatamente después se resuelve por grados conjuntos en el siguiente tiempo débil. Una apoyatura musical, conforme a Souriau, supone el hecho de esquivar la nota que vendría exigida por la estructura melódico-armónica y en vez de interpretarla inmediatamente, se llega a ella de forma indirecta, aún a riesgo de producir una disonancia.
La apoyatura, a diferencia de la acciaccatura, forma parte de la melodía y toma su duración de la nota a la que precede o nota principal.
Por lo general, aparece representada mediante una o varias notas de tamaño reducido que se dibujan delante o detrás de la nota principal presentada en tamaño convencional. Por lo general, la apoyatura adoptará la forma de una pequeña corchea. Puede ser anotada siguiendo el procedimiento que acabamos de comentar, es decir, como ornamento o bien escribiendo su ejecución en notación normal.
Las apoyaturas pueden presentarse en uno de los tipos siguientes:
- Apoyatura breve o acciaccatura: se escribe con una corchea pequeña tachada antes de la nota principal. Para ampliar información sobre este tipo véase el artículo dedicado a la acciaccatura.
- Apoyatura larga: se representa con una corchea pequeña sin tachar antes de la nota principal.
- Apoyatura doble: se representa con dos notas semicorcheas más pequeñas antes de la nota principal que pueden estar separadas entre sí por intervalos diversos.
- Apoyatura posterior: en este caso la apoyatura aparece tras la nota principal y reduce la duración de ésta en su propio valor. También puede ser sencilla o doble.

#### Acciaccatura

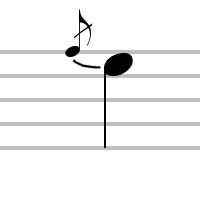
Acciaccatura.

La acciaccatura, (del italiano acciaccare ‘aplastar’), también denominada apoyatura breve en contraposición a la apoyatura, que puede designarse como apoyatura larga o doble. Se trata de una nota no armónica tocada un tono o un semitono por encima o por debajo de la nota principal y es liberada inmediatamente después.
Quizás es más conocida como una variante de la apoyatura larga, que es más corta y menos significativa melódicamente, donde el retardo de la nota principal apenas es perceptible. Teóricamente no se sustrae casi nada de tiempo; pero no tiene una duración o valor determinado. Por tanto, se hace sonar tan pronto como sea posible, tomando su duración de la nota principal.
Según Baxter & Baxter se acostumbra a hacer restando el valor de una fusa a la nota principal. En todo caso, la interrupción de la acciaccatura debe producirse de forma rápida, para que permanezcan el o los sonidos reales.
Este signo aparece representado mediante una nota de tamaño reducido que se dibuja delante de la nota principal presentada en tamaño convencional. La nota diminuta además aparece marcada con un trazo que atraviesa de forma oblicua la plica. Por lo general, la acciaccatura adoptará la forma de una pequeña corchea. En palabras de Burrows la acciaccatura se puede interpretar de tres formas diferentes:
- interpretándola justo antes del pulso o tiempo;
- interpretándola sobre el pulso aunque el énfasis se haga en la nota principal;
- interpretándola a la vez que la nota principal, pero en staccato. Esta última opción solo se puede aplicar en instrumentos que permitan tocar más de una nota a la vez. Independientemente de cómo se interprete la acciaccatura, su valor nunca se cuenta en la suma total de valores del compás.

#### Glissando

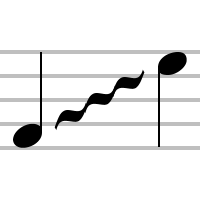
Glissando.

Un glissando (en plural, glissandi; del francés glisser ‘resbalar, deslizar’) es un efecto sonoro consistente en pasar rápidamente de un sonido hasta otro más agudo o más grave haciendo que se escuchen todos los sonidos intermedios posibles dependiendo de las características del instrumento. La sucesión de notas puede ser diatónica (teclas blancas o negras en el piano), cromática en lo posible sin alturas tonales determinadas. Pero también existe el glissando en terceras, sextas, octavas, etc.
Este adorno musical se representa en la partitura mediante una línea oblicua que va desde la nota de partida en la dirección deseada hasta la nota final. La línea puede ser ondulada o recta, más o menos ancha y a menudo va acompañada por la abreviatura «gliss». En la notación para voz al principio se utilizó una ligadura no muy diferente de la ligadura de expresión, aunque limitada a unir dos notas adyacentes de diferente altura.

#### Fioritura
La fioritura también se conoce como «cadenza», «calderón» o «fermata». En un contexto musical es un adorno escrito a la manera de una improvisación, por tanto el intérprete lo ejecutará según su propio criterio. La palabra floritura, en un principio, fue utilizada para describir un tipo de ornamento vocal, que consiste en cantar varias notas seguidas con una misma vocal, lo cual transmite la bella sensación de adentrarse en una palabra, o al menos en el alma del intérprete.

#### Bordadura
La bordadura consiste en una o más notas que rodean a la nota principal por grados conjuntos o cromáticamente. Puede ser ascendente (superior) o descendente (inferior) y tiene lugar en la parte o tiempo débil del compás.

#### Arpegio

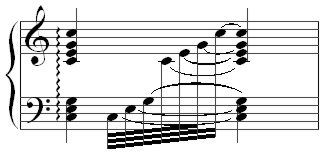
Arpegio

El arpegio consiste en la ejecución más o menos rápida de los sonidos de un acorde. Este adorno se representa con una línea ondulada, o con un arco de círculo a la izquierda de un acorde. La ejecución del arpegio empieza normalmente con el sonido inferior, a no ser que se indique lo contrario con una pequeña línea curva encima del arpegio. En la música para piano, cuando la línea ondulada continúa sin interrupción en los dos pentagramas de la partitura, los sonidos del acorde se ejecutan uno después del otro, en cambio, cuando la línea ondulada se interrumpe entre los dos pentagramas, los sonidos del pentagrama superior se ejecutan al mismo tiempo que los del pentagrama inferior.

## Ornamentación en otros ámbitos musicales

### Música folclórica
La música tradicional en general, y en particular la de culturas que han conservado formas musicales originales o arcaicas, es muy rica en ornamentación, generalmente improvisada. Este hecho resulta muy evidente en música vocal (canto melismático en muchas culturas), pero también es muy frecuente en instrumentos de viento y cuerda frotada (así como en el acordeón y sus variantes). Tanto la articulación como la onamentación supeditadas al ritmo, junto con las escalas propias (a menudo modales) consituyen las señas de identidad de un determinado folclore musical. Músicos pioneros como el húngaro Bela Bartok y otros posteriores, estudiaron estos aspectos en profundidad.

#### Música celta
En la música celta, que incluye música de Irlanda, de Escocia y del Cabo Bretón, la ornamentación es una característica esencial y distintiva. Un cantante, violinista, flautista, arpista, gaitero, ejecutante de tin whistle o intérprete de otro instrumento puede añadir a una melodía dada notas de adorno (denominadas cuts en violín), deslizamientos, mordentes, drones, así como otros muchos ornamentos.

### Música popular urbana

#### Jazz
La música jazz incorpora una serie de adornos, que se pueden dividir en dos grandes grupos: ornamentos improvisados y ornamentos escritos. Los ornamentos improvisados son añadidos por los ejecutantes durante sus solos y suelen ser característicos de instrumentos específicos. El órgano Hammond al ser tocado en el subgénero de jazz, trío de órganos de soul jazz, a menudo cuenta con trinos que perfilan la armonía de un acorde, deslizamientos hacia arriba o hacia abajo en el teclado, así como adornos similares al grupeto. Los saxofonistas pueden decorar una sencilla línea melódica con grupetos, notas de gracia y glissandi cortos creados con la boca y la caña.
Aunque el jazz se fundamenta en gran parte en la improvisación, el estilo también incluye música anotada en partituras, sobre todo en la música para conjuntos más grandes, como las big bands. Los conjuntos pequeños también pueden utilizar música escrita para parte de sus actuaciones, en los arreglos de una melodía del tema principal. Las partituras de jazz incorporan la mayoría de los adornos estándar "clásicos", como trinos, notas de gracia y mordentes. No obstante, la notación musical del jazz también puede incluir otros ornamentos, como los siguientes:
- Las notas muertas (dead notes) o notas fantasma (ghost notes): se trata de un sonido percusivo representado mediante una "X".
- Las notas "doit" y notas de caída (fall notes): anotadas mediante líneas curvas por encima de la nota, indicando con la dirección de la curva que la nota debería ya sea subir o bajar rápidamente en la escala.[21]
- Los glissandi: que son deslizamientos escalonados entre una nota de inicio y otra de destino, representados con una larga línea.
- La indicación fill: parte de una barra con un elemento decorativo anotada con barras diagonales.

#### Rock y pop
La ornamentación también tiene su aplicación en música popular urbana como el rock y el pop. La interpretación al piano en rock ha ido incorporando múltiples adornos procedentes de los estilos pianísticos del blues de principios de 1900, como el boogie-woogie. Los ornamentos improvisados en los solos instrumentales o líneas melódicas de rock a menudo son característicos de instrumentos concretos. Los intérpretes de guitarra eléctrica pueden elegir entre la inmensa variedad de adornos que son específicos de su instrumento. Los hammer-on y pull-off son dos de las técnicas más básicas que pueden emplearse en la ejecución de ornamentos clásicos, así como para la ejecución de adornos más particulares de la guitarra. Por ejemplo, el tapping puede introducirse como un simple adorno o bien como un estilo de interpretación en sí mismo.
En el rock y el pop suele practicarse el aprendizaje "de oído", con los arreglos enriquecidos por la improvisación. Pero el estilo también incluye música en partitura, sobre todo en la música dispuesta para grandes conjuntos. Esta música escrita utiliza algunos de los ornamentos "clásicos" más habituales como trinos y mordentes.

### Música clásica india
La música clásica india se basa en las ragas, un sistema modal similar al jazz con escalas de 5 a 7 notas principales (junto a los microtonos) en forma ascendente y descendente. Su origen se remonta a los Vedas. La música clásica india ha evolucionado y se ha dividido en dos bloques principales: la clásica del norte de India (indostaní) y la clásica del sur de India (carnática).
En la música india en general y especialmente en la clásica, las notas aisladas o staccato son prácticamente inexistentes. Con la excepción de unos pocos instrumentos, las notas indias (swaras) no son de naturaleza estática. Cada swara está vinculada con su nota anterior o posterior. Dicha nota extra (o nota de gracia), conocida como kan-swaras, establece la base de todo tipo de alankars (en sánscrito, decoración con adornos, ornamentos de sonido, shabd-alankar, u ornamentos de palabras).
Estos adornos de ragas, alankar es esencial para la belleza de las melodías raga. El término alankar aparece en los textos antiguos. Uno de los primeros tratados es el Natyashastra escrito por el sabio Bharata entre 200 a. C. y 200 d. C. Posteriormente, se describen alankaras en el Sangeet Ratnakar de Sharangdev (siglo XIII) y en Sangeet Parijat de Pandit Ahobal (siglo XVII).
La clasificación de alankars está relacionada con la estructura y el aspecto estético de las ragas (la última clasificación es shabd-alankar). Todas las técnicas hace referencia a la producción del sonido utilizada por la voz humana, imitada por cualquier tipo de instrumento indio (por ejemplo, sitar, sarod, shehnai, sarangi, santoor, etc.)
Las variaciones de interpretación de una raga dentro de un marco definido de reglas composicionales y utilizando los diferentes tipos de alankara-s puede calificarse en conjunto simplemente como alankar. Existen diferentes tipos de alankars como por ejemplo Meend, Kan, Sparsh, Krintan, Andolan, Gamak, Kampit (o Kampan), Khatka (o Gitkari), Zamzama, Murki y la combinación de alankars en interpretaciones de música clásica india.